# Bert Freed

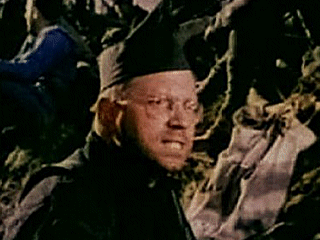
Bert Freed

Bertram „Bert“ Freed (* 3. November 1919 in der Bronx, New York City; † 2. August 1994 in Sechelt, British Columbia, Kanada) war ein US-amerikanischer Schauspieler.

## Leben und Karriere
Nach seinem Studium an der Pennsylvania State University begann Bert Freed als Theaterschauspieler zu arbeiten, sein Debüt am Broadway gab er im September 1942 im Stück Strip for Action. Bis in 1958 war er noch in insgesamt acht weiteren Broadway-Produktionen zu sehen, obgleich er nach seinem Filmdebüt in einer kleinen Rolle in Elia Kazans Kriminalstreifen Bumerang 1947 seinen Fokus zusehends auf Film- und Fernseharbeit verschob.
Bis zum Jahr 1986 trat Bert Freed in insgesamt über 180 Film- und Fernsehproduktionen auf. In Nebenrollen spielte er – mit seiner breiten Statur und markanten Gesichtszügen – besonders häufig hartgesottene und manchmal brutale Männer, am häufigsten verkörperte er Polizisten, Soldaten, Geschäftsmänner oder Gangster. In Stanley Kubricks Filmklassiker Wege zum Ruhm spielte er 1957 einen französischen Sergeanten, der eine Hinrichtung vorbereiten muss und mit Kirk Douglas’ Figur die letzten Worte des Filmes austauscht. Zu seinen markanten Filmrollen zählten außerdem der Vater von Christopher Jones in der Gesellschaftssatire Wild in den Straßen (1968) sowie ein brutaler Schurke in dem Film Billy Jack (1971) von und mit Tom Laughlin. Mit den 1970er-Jahren wurden seine zuvor so häufigen Filmauftritte in Nebenrollen seltener, er spielte fortan überwiegend Fernsehrollen.
Freed war außerdem der erste Schauspieler, der die später durch Peter Falk weltberühmt gewordene Figur des Columbo darstellte: Er spielte den Ermittler im Jahr 1960 in der Episode Enough Rope der Fernsehserie The Chevy Mystery Show, acht Jahre bevor Falk die Rolle übernahm. Die Autoren William Link und Richard Levinson entwickelten aus dieser Folge das Theaterstück Mord nach Rezept, das später die erste Folge der klassischen Columbo-Fernsehserie wurde. Die Folge mit Freed als Columbo ist heute schwer zugänglich, er soll in seiner Darstellung bereits einige Eigenschaften des späteren Falk-Columbos haben, im Gegensatz zu diesem allerdings mit seiner Physis deutlich einschüchternder wirken. Freed war in Gastrollen auch in weiteren Fernsehserien wie Alfred Hitchcock präsentiert, The Munsters, Mini-Max, Bonanza, Ein Käfig voller Helden, Drei Engel für Charlie, Ein Colt für alle Fälle und Knight Rider zu sehen. Nach einem Auftritt in der Fernsehfilmreihe Junge Schicksale zog er sich 1986 von der Schauspielerei zurück.
Bert Freed starb im August 1994 im Alter von 74 Jahren an einem Herzinfarkt, als er sich gerade auf einem Angelausflug in Kanada mit seinem Sohn befand. Aus seiner Ehe mit Nancy Lee von 1956 bis zu seinem Tod hatte er zwei Kinder.

## Filmografie (Auswahl)
- 1947: Bumerang (Boomerang)
- 1949: Der Kommandeur (Twelve O’Clock High)
- 1950: Ein charmanter Flegel (Key to the City)
- 1950: Blutrache in New York (Black Hand)
- 1950: Der Haß ist blind (No Way Out)
- 1950: Der Henker saß am Tisch (711 Ocean Drive)
- 1950: Faustrecht der Großstadt (Where the Sidewalk Ends)
- 1951: Auf Bewährung freigelassen (The Company She Keeps)
- 1951: Polizeirevier 21 (Detective Story)
- 1951: Okinawa (Halls of Montezuma)
- 1952: Die Hölle der roten Berge (Red Mountain)
- 1952: Schnee am Kilimandscharo (The Snows of Kilimanjaro)
- 1952: Die Stadt der tausend Gefahren (The Atomic City)
- 1953: Spionagenetz Tanger (Tangier Incident)
- 1953: Sprung auf, marsch, marsch! (Take the High Ground!)
- 1953: Invasion vom Mars (Invaders from Mars)
- 1954: Villa mit 100 PS (The Long, Long Trailer)
- 1954: Verwegene Landung (Men of the Fighting Lady)
- 1955: Die Verlorenen (The Cobweb)
- 1955: An einem Tag wie jeder andere (The Desperate Hours)
- 1957: Wege zum Ruhm (Paths of Glory)
- 1958: Die Göttin (The Goddess)
- 1959: Die Nervensäge (The Gazebo)
- 1962: Was geschah wirklich mit Baby Jane? (What Ever Happened to Baby Jane?)
- 1964: Treffpunkt für zwei Pistolen (Invitation to a Gunfighter)
- 1964: Bezwinger des Todes (Fate Is the Hunter)
- 1966: Nevada Smith
- 1968: Hängt ihn höher (Hang 'Em High)
- 1968: Wild in den Straßen (Wild in the Streets)
- 1968: Nur noch 72 Stunden (Madigan)
- 1970: Zwei dreckige Halunken (There Was a Crooked Man…)
- 1971: Billy Jack
- 1978: Barracuda
- 1979: Norma Rae – Eine Frau steht ihren Mann (Norma Rae)
- 1984: Ein Colt für alle Fälle (The Fall Guy)
- 1985: Trio mit vier Fäusten (Riptide)